# Vittajuppo
Vittajuppo är en kulle i Finland. Den ligger i Rovaniemi i landskapet Lappland, i den norra delen av landet, 700 km norr om huvudstaden Helsingfors. Toppen på Vittajuppo är 253 meter över havet, eller 103 meter över den omgivande terrängen. Bredden vid basen är 8,2 km.
Terrängen runt Vittajuppo är huvudsakligen platt. Runt Vittajuppo är det mycket glesbefolkat, med 2 invånare per kvadratkilometer. Det finns inga samhällen i närheten. 